# 돈나무 (만화)
《돈나무》는 매주 수요일 유들, 라떼가 다음 웹툰에서 연재하는 웹툰이다.